# Jean-Paul Mercier
Jean-Paul Mercier (né le 6 juin 1944 au Québec - mort le 31 octobre 1974 à Montréal) est un criminel québécois notoire qui s'est fait connaître au début des années 1970 par ses quatre évasions et par sa complicité avec le criminel français Jacques Mesrine qui sévissait alors au Québec.

## Avant Mesrine
Jean-Paul Mercier naît au milieu des années 1940 à Sainte-Agathe-de-Lotbinière. Il commence très tôt à mener une vie criminelle car, en janvier 1966, selon le journaliste Michel Auger, il est déjà condamné à trois mois de prison pour vol avec effraction. Le 13 octobre 1967, il prend deux ans de prison pour vol et recel puis est libéré le 21 février 1969. Plus tard, en mars 1971, il est condamné à dix ans de prison pour plusieurs vols à main armée commis dans la région de Rivière-du-Loup. Selon le livre de Jacques Mesrine, L'Instinct de mort, Mercier possédait moins d'expérience que son mentor dans le domaine des braquages de banques. C'est possible mais ses premières activités démontrent que Mercier n'était pas complètement novice en la matière.
Il est incarcéré au pénitencier de Sainte-Anne-des-Plaines mais s'évade avec trois prisonniers le 30 août 1971. Il est repris à la mi-septembre après avoir perpétré plusieurs vols. Cela lui vaut six mois de prison de plus. Un an après, lors de son procès, il est condamné à quatorze ans de prison pour tentative de meurtre.

## Avec Mesrine
C'est dans le courant de 1972 au pénitencier Saint-Vincent-de-Paul qu'il fait la connaissance de Jacques Mesrine, condamné à dix ans de prison pour enlèvement. Mercier et Mesrine deviennent vite amis et ne tardent pas à préparer un audacieux plan d'évasion. Le 21 août, ils s'échappent du pénitencier avec quatre autres hommes en coupant un peu de grillage lors de l'heure de la promenade. L'un est repris mais les autres atteignent l'autoroute où ils prennent d'assaut une voiture et son chauffeur. La preuve que l'évasion a été organisée d'avance, c'est que des armes et des appartements ont été mis à leur disposition. Suzanne Francoeur, une prostituée de trente ans qui était la petite amie de Mercier, a aidé à l'évasion.
Mesrine et Mercier ne se reposent pas trop longtemps. Le 25 août, ils attaquent deux Caisses populaires Desjardins en dix minutes à Saint-Bernard-de-Dorchester et à Saint-Narcisse-de-Beaurivage. C'est la région natale de Mercier qu'il connait comme sa poche, ce qui fait qu'ils passent facilement entre les mailles du filet de la police. Trois jours plus tard, le 28 août, ils attaquent une Banque Toronto-Dominion en plein centre de Montréal. Avec l'argent amassé, ils achètent deux voitures et un arsenal d'armes car ils se sont promis d'attaquer le pénitencier Saint-Vincent-de-Paul afin de délivrer les prisonniers. 
Le 3 septembre, ils attaquent donc la prison. Leur voiture est vite repérée, ils s'enfuient et sont poursuivis par la police de Laval. Tout à coup, les deux criminels s'arrêtent et l'un des deux commence à tirer à la mitraillette sur leurs poursuivants. La voiture de police fait une embardée, le pare-brise est brisé mais il n'y a pas de blessé. Les deux malfrats parviennent à s'enfuir mais Mercier a été blessé au bras et à la jambe.
Le 10 septembre, Mercier et Mesrine sont à Saint-Louis-de-Blandford dans un boisé où ils s'amusent à s'exercer au tir sur des cibles de carton. Ils sont interpellés par deux garde-chasses, Médéric Côté et Ernest Saint-Pierre, qui les reconnaissent. Côté est tué par Mesrine, Saint-Pierre est abattu par Mercier qui lui tire dans l'abdomen. Les deux hommes retournent ensuite à Montréal où ils rencontrent entre autres leur avocat, Raymond Daoust. Ils en profitent pour attaquer une banque qu'ils dévalisent de nouveau trois jours plus tard parce qu'une caissière leur a fait une grimace.
Sentant la soupe chaude, Mesrine et Mercier quittent le Canada avec leurs deux maîtresses, Jocelyne Deraiche et Suzanne Francoeur. Ils logent un court instant au Waldorf-Astoria de New York avant de s'établir à Caracas au Venezuela. Mercier retourne vite au Québec pour que son amie Suzanne Francoeur puisse soigner convenablement une morsure de chien. Quant à Mesrine, il retourne pour de bon en France avec sa compagne Jocelyne Deraiche. Les deux hommes ne se reverront jamais.

## Après Mesrine
Début décembre 1972, Mercier et son amie ratent une attaque de la Banque Canadienne Nationale et sont capturés. Les policiers trouvent plusieurs armes dans leur voiture. L'enquête du coroner débute le 16 janvier 1973 et Mercier est alors interrogé à Victoriaville. Son avocat, Raymond Daoust, tente en même temps de réduire à néant le témoignage de l'expert en balistique.  
Le 7 mai 1973, s'ouvre le procès de Mercier concernant le meurtre des deux garde-chasses. Dès le premier jour, il plaide coupable et est condamné à perpétuité. Le dossier policier concernant cette affaire ne sera donc jamais connu. Mercier déclare alors: «Je retourne en dedans (au pénitencier) mais je vais ressortir d'ici deux semaines». Six jours plus tard, le 13, il s'évade en effet de Saint-Vincent-de-Paul en compagnie de Gilles Gingras, André Ouellette, Michel Lafleur et Robert Imbeault. Il reste tout de même en cavale quelques mois mais en juillet, il est de nouveau capturé dans un appartement de Laval-des-Rapides.
Mercier reste alors plus d'un an sous les barreaux. Cependant, le 23 octobre 1974, il s'évade pour la quatrième fois en compagnie de Richard Blass, un autre criminel célèbre de l'époque. C'est Mesrine qui, de Paris, aurait organisé cette évasion. Jocelyne Deraiche, la petite amie du criminel français, s'est présentée au parloir de Saint-Vincent-de-Paul avec des armes dans son sac à main. Les deux hommes s'enfuient dans une Ford Thunderbird qui les attendait dans le stationnement. Un peu plus loin, ils prennent un otage et le laissent aller après l'avoir délesté de 50 $. Michel Auger écrit dans La Presse que les policiers de la Sûreté du Québec étaient au courant du projet d'évasion depuis au moins trois semaines.
Selon Mesrine, Mercier devait ensuite se rendre à Paris afin de l'aider à organiser son évasion à lui.
Si c'était vraiment le projet de Mercier, il n'aura pas le temps de le réaliser. Le 31 octobre 1974, il braque une Banque Royale sur la rue Jean-Talon à Montréal avec deux complices, Pierre Vincent et Robert Frappier. Ils tombent dans le piège que leur a tendu la section criminelle des enquêtes de la Communauté urbaine de Montréal, qui avait été avertie. À leur sortie de la banque, les bandits se retrouvent devant des policiers armés jusqu'aux dents commandés par le lieutenant Jacques Boisclair. La fusillade éclate. Frappier est abattu alors qu'il tente de fuir. Armé d'une mitraillette, Mercier réussit à embarquer en voiture mais, au moment où il s'apprête à fuir, il frappe une autre auto un peu plus loin et est obligé de s'arrêter. Blessé à une jambe (à un bras selon Mesrine), il tente de se sauver à pied mais est abattu à son tour par les policiers. Selon le journaliste Claude Poirier, la police aurait planifié la fusillade car ils avaient un compte à régler avec lui. On ne sait ce qu'il est advenu du corps de Mercier.
Il semble que le mafioso Paolo Violi ait assisté à la fusillade.

## Culture
Roy Dupuis interprète Jean-Paul Mercier dans le film L'Instinct de mort, réalisé par Jean-François Richet.